# Regnbågsbron
Regnbågsbron (ja. レインボーブリッジ, Reinbō Burijji) är en hängbro i Tokyo som sträcker sig över norra Tokyobukten mellan Shibaura och Odaiba i stadsdelskommunen Minato. Bron färdigställdes 1993.
Bron spänner 570 meter, har två plan och tre transportlinjer: Rutt 11 (ingår i Shuto Expressway) på övre planet, samt Rutt 482 och automatbanan Yurikamome på det undre planet.
Bron har två separata gångbanor på norra och södra sidan; den norra ger en vy över Tokyos inre hamn och Tokyotornet, medan den södra erbjuder en vy över Tokyobukten och ibland om vädret tillåter berget Fuji. Gångbanorna får endast användas under vissa tidpunkter på dygnet (9:00-21:00 under sommaren; 10:00-18:00 under vintern men inträde för gångtrafik stänger en halvtimme tidigare). Cykeltrafik och lätta motorcyklar är inte tillåtna på körfälten eller gångbanorna men cyklar ledas på den södra gångbanan.
Tornen som ger stöd åt bron är vita för att lättare smälta in med Tokyos skyline, som syns från Odaiba. Lampor finns monterade på vajrarna som ger stöd åt bron. Dessa tänds på natten och drivs med den solenergi som samlats in dagtid.
Man kan nå bron till fots från Tamachis eller Yurikamomes stationer på fastlandssidan.

## Bron i populärkulturen
I filmen Lost in Translation från 2003 ser man Regnbågsbron under en sekvens där karaktärerna åker taxi genom Tokyo på väg tillbaka till sitt hotell. Bron syns även i Kill Bill Vol. 1 från 2003 när O-Ren Ishii går mot upplösningen.